# Paromenia stewartae
Paromenia stewartae är en insektsart som beskrevs av Young 1977. Paromenia stewartae ingår i släktet Paromenia och familjen dvärgstritar. Inga underarter finns listade i Catalogue of Life.